# Ієневська культура
Ієневська культура — археологічна культура пізньої давнокам'яної (раніше відносили до середньокам'яної) доби Волзько-Окського міжріччя.

## Час існування
Час культури відноситься до пізньодріасівського похолодання та можливо початку бореала. Раніше культуру відносили до пізньої середньокам'яної доби 11-9 тисяч років тому, проте за сучаснішими дослідженнями вік культури перевищує 10,5 тисячі років, тобто вона може відноситися до фінального палеоліту.

## Дослідження
Виділена Л. В. Кольцовим у 1977 році. Названа за стоянкою Ієнево-2 Тверського району Тверської області.
Стоянки ієневської культури виявлені на терасах, на відміну від стоянок на низинах бутівської та інших культури середньокам'яної доби Волзько-окського міжріччя. 

## Відношення до інших культур
Ієневська культура вважається археологічною культурою свідерського кола. Хоча її наступниця, бутівська культура має більшу подібність до свідерської культури з впливом аренсбурзької. Залишена нащадками носіїв лінгбійської та аренсбурзької культур — кочовими мисливцями на північного оленя у прильодовиковій зоні Європи. 
Вважається, що предки племен ієневської культури мігрували з території Білорусі. Нащадки носіїв ієневської культури влилися до верхньоволзької культури.
Леонід Залізняк та інші археологи вважають, що ієневська, гренська (Посожжя), зимівниківська, (Сіверськодонеччина), пісочнорівська (Подесіння) й усть-камська (Покам'я)  культури є незначними місцевими культурними варіаціями одного й того ж широко поширеного населення, що надзвичайно подібного до носіїв аренсбурзької культури. Вищезазначені культури складають єдину історико-культурну спільноту (КІС), що разом з культурами Фосна, Комса та іншими входить до лінгбійсько-аренгсбурзької культурно-історичної спільності. Російський археолог А.Н. Сорокін вважає, що усі ці культури необхідно визнати місцевими варіантами однієї великої аренсбурзької культури.
Ймовірно, що носії ієнеської культури відкочували до Скандінавії, слідуючи за стадами оленів, що слідували за відступаючим льодовиком. Саме у Скандинавії з ними ймовірно пов'язані культури Фосна й Комса.
У Волзьо-окському міжріччі після ієневської культури відбулися бутівська, култинська й пургасівська культури.

## Вироби культури
Характерною рисою іеневської культури є наконечники стріл з бічної виїмкою, що значно підвищувало забійну силу стріл. Крем'яні знаряддя зроблені зі скіпок пластин й відрізняються від знарядь сусідньої бутівської культури більшими розмірами. За крем'яними виробами ієнівська кульутра більше схожа на аренсбурзьку та лінгбійську. За їх зміною у ієневській культурі Спочатку у  культурі панують пружкові наконечники бромі-лінгбійських форм, потім з'являються косолезові наконечники, й нарешті їх змінюють трапецієподібні. Також зменшуються розміри наконечників. Це пов'язують з поступовим залісенням місцевості і переорієнтацією мисливців з північного оленя на лісову дичину, серед якої траплялася більш дрібніша.